# ضابط أول (طيران)

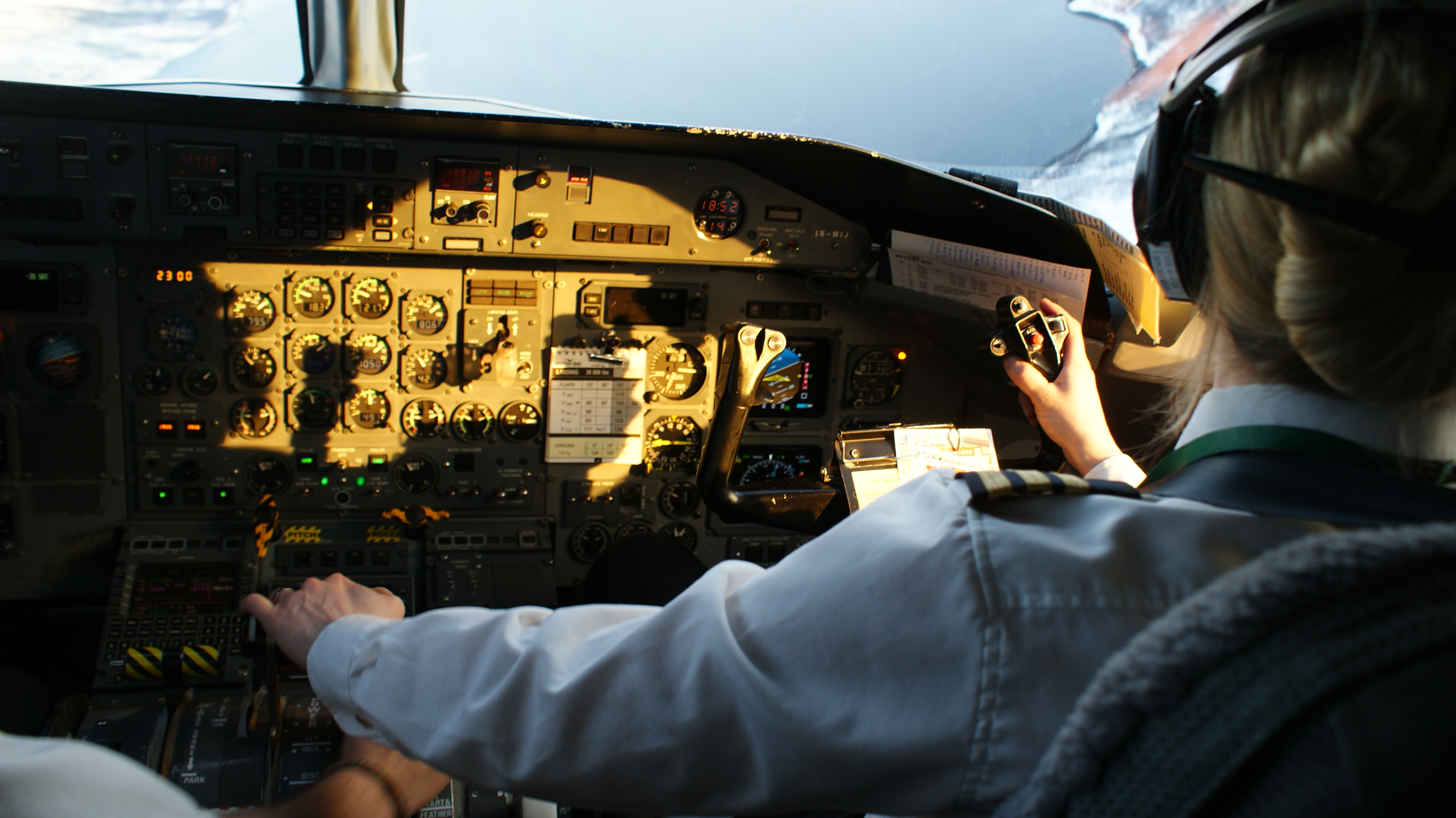
ضابط أول في طائرة ركاب دي هافيلاند كندا داش 8

في مجال الطيران ، الضابط الأول،  بالإنجليزية (FO) أو first officer، الذي يُطلق عليه أيضًا مساعد الطيار، هو طيار بالإضافة إلى قائد الطائرة، وهو القائد القانوني. في حالة عجز القائد ، سيتولى الضابط الأول قيادة الطائرة.
عادة ما يتم تقاسم التحكم في الطائرة بالتساوي بين الضابط الأول وقائد الطائرة، حيث يُعيّن أحد الطيارين عادة "الطيار الطيار" والآخر "الطيار لا يطير" ، أو "مراقبة الطيار" ، لكل رحلة. حتى عندما يكون الضابط الأول هو الطيار الطائر ، يظل قائد الطائرة مسؤولاً في النهاية عن الطائرة وركابها وطاقمها. في العمليات اليومية المعتادة ، تظل مهام الوظيفة الأساسية متساوية إلى حد ما. غالبًا ما يقوم الضابط الأول بتسجيل الوقت كطيار في القيادة تحت إشراف (PICUS) ، لغرض العمل من أجل الحصول على رخصة طيار للنقل الجوي.

## المقعد
تقليديا، يجلس الضابط الأول على الجانب الأيمن من طائرة ثابتة الجناحين ("المقعد الأيمن") والجانب الأيسر من طائرة هليكوبتر (ويرتبط سبب هذا الاختلاف ، في كثير من الحالات ، بالطيار الذي يحلق عدم القدرة على تحرير اليد اليمنى من التحكم الدوري لتشغيل الأدوات ، وبالتالي يجلسون على الجانب الأيمن ويفعلون ذلك باليد اليسرى).
في رحلة طويلة المدى ، قد يكون هناك عدة قادة وضباط أول على متن الطائرة ، للعمل كطاقم إغاثة. أثناء استراحة قائد الطائرة، يجلس كبير الضباط الأوائل في المقعد الأيسر.

## الخبرة

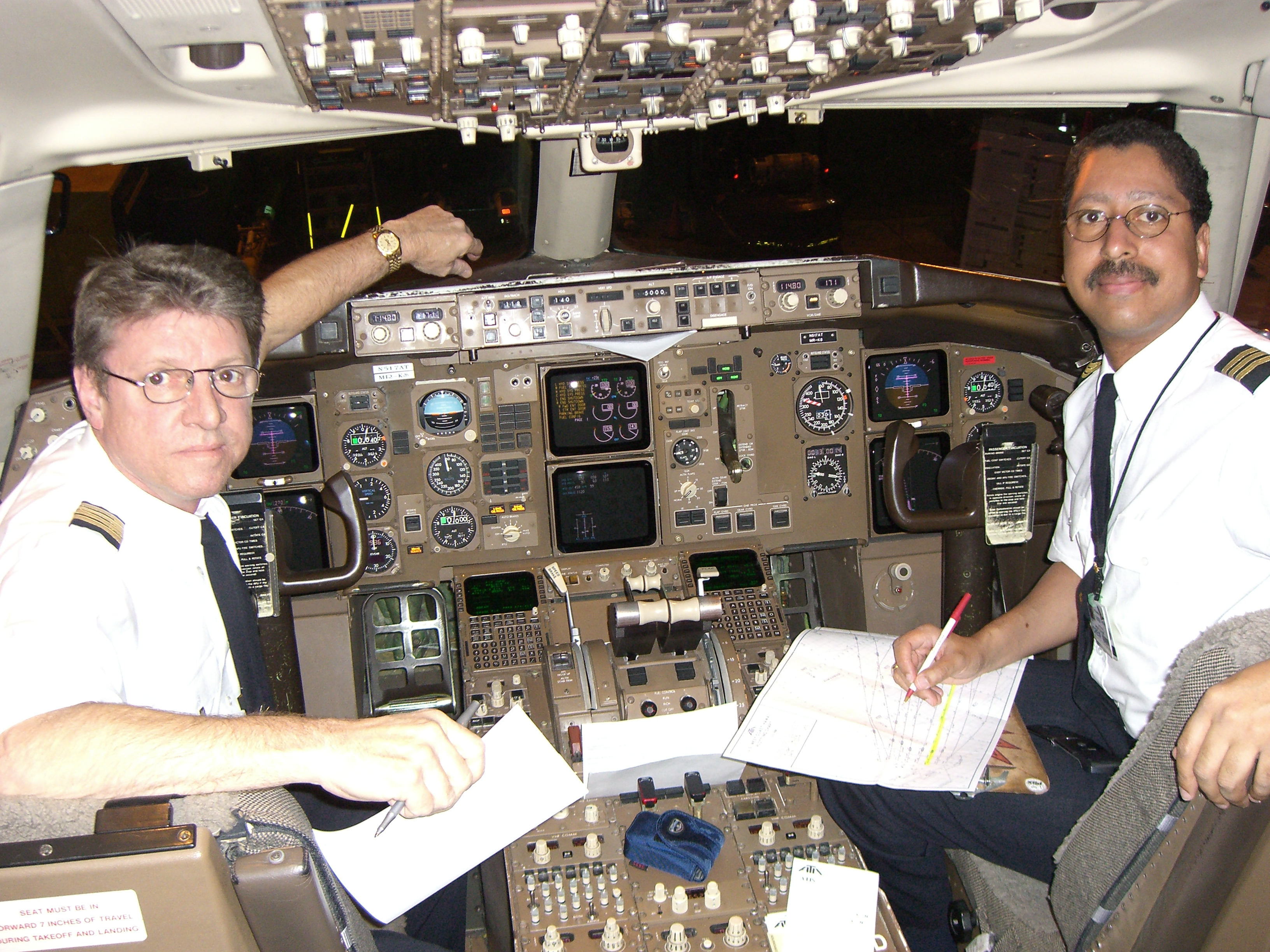
طاقم قمرة القيادة لطائرة بوينغ 757

تروج العديد من شركات الطيران بالأقدمية فقط داخل شركتها الخاصة. نتيجة لذلك ، قد يكون الضابط الأول في شركة طيران أكبر سناً و / أو لديه خبرة طيران أكثر من قائد الطائرة، بحكم خبرته من شركات الطيران الأخرى أو الجيش.
بعض شركات الطيران تحمل رتبة "ضابط أول مبتدئ" ، للطيارين الذين لم يتم تأهيلهم بالكامل بعد. تتطلب الطائرات الحديثة طيارين. عندما يخضع ضابط أول مبتدئ للتدريب ، سيجلس طيار السلامة في مقعد القفز لمراقبة الضابط الأول الصغير وقائد الطائرة. يُعرف الضابط الأول الصغير أحيانًا باسم الضابط الثاني.
بعد عدد معين من ساعات الطيران والخبرة ، يمكن ترقية ضابط أول إلى رتبة ضابط أول. عادة ما يتمتع الضابط الأول الكبير بخبرة طيران لا تقل عن 1500 ساعة. يفضل بعض الطيارين البقاء في رتبة ضابط أول أعلى من متابعة الترقية إلى رتبة قائد الطائرة.